# The Intruders
The Intruders fue un grupo de música soul estadounidense muy popular en las décadas de 1960 y 1970.
Trabajaron fundamentalmente bajo la dirección de los productores y compositores Gamble y Huff, constituyendo uno de los principales pilares en el desarrollo del llamado  Sonido Filadelfia. 24 de sus sencillos entraron en las listas de éxitos estadounidenses de R&B, 6 de ellos entre los primeros puestos, incluyendo su mayor éxito, "Cowboys to Girls".

## Historia
Fundados en 1960, la formación original del grupo estaba compuesta por Sam "Little Sonny" Brown, Eugene "Bird" Daughtry, Phillip "Phil" Terry y Robert "Big Sonny" Edwards. En 1969, Sam Brown fue reemplazado como vocalista principal por Bobby Starr, aunque regresó al grupo en 1973.
En 1965, cuando el dúo de compositores y productores Kenny Gamble y Leon Huff contemplaron la posibilidad de dejar Cameo-Parkway para fundar su propia compañía discográfica, el grupo en el que depositaron su confianza para iniciar su aventura empresarial fueron The Intruders. Al igual que sucedería con otros muchos artistas que el dúo produciría, como Harold Melvin and the Blue Notes y The O'Jays, The Intruders ya había desarrollado un sonido vocal que era a la vez exclusivo de Filadelfia already developed a vocal sound that was both theirs and uniquely Philadelphian.
Brown, Daughtry, Terry y Edwards habían estado grabando e interpretando algunos sencillos desde 1961, mezclando estilos como el doo-wop con el gospel. El resultado fue un estilo no tan pop como el de la Motown, ni tan funky y blues como el característico de Stax. El sonido que The Intruders desarrolló para Philadelphia International comenzó a definir lo que unos años más tarde se convertiría en el característico Sonido Filadelfia, precursor de la música Disco.
El éxito que Gamble y Huff consiguieron con The Intruders ayudó a convencer a Columbia Records para que invirtieran en la creación Philadelphia International.
El sencillo "Cowboys to Girls" alcanzó el número 1 de las listas americanas de R&B y fue certificado disco de oro por vender más de un millón de copias a mediados de 1968.  El tema fue ampliamente versionado por artistas como Hacienda Brothers, Gene Chandler o Joe Bataan.  Además de su gran éxito "Cowboys to Girl", muchos otros temas del grupo tuvieron versiones como "Together" por Gladys Knight & The Pips, The Three Degrees o el grupo latino Tierra, que en 1981 llegaron al Top 20 de las listas de éxitos norteamericanas con versión del tema. En 1968, Peaches & Herb publicaron una versión de "(We'll Be) United".  Esta canción sirvió de base para el tema "Reunited", publicado en 1978, que se convirtió en el mayor éxito de Peaches & Herb alcanzando el primer puesto de las listas norteamericanas. Hacia finales de la década de 1970 y principios de los años 80, la música de The Intruders fue muy popular en la Costa Oeste de Estados Unidos, especialmente entre la comunidad latina gracias a las versiones de Hacienda Brothers y Tierra.  
A comienzos de la década de 1970, con la publicación del álbum When We Get Married, el vocalista Brown fue reemplazado por Bobby Starr. Los sencillos, "When We Get Married",y "Win, Place Or Show (She's A Winner)" entraron en las listas de éxitos estadounidenses y británicas. El grupo hizo apariciones en el popular programa televisivo de baile Soul Train. Brown regresó a la formación en 1973 para el álbum Save The Children, que incluyó los dos últimos grandes éxitos para la banda, "I Wanna Know Your Name" y "I'll Always Love My Mama".
Daughtry falleció de cáncer el 25 de diciembre de 1994 a la edad de 55 años. El vocalista principal del grupo, Sam "Little Sonny" Brown se suicidó el 21 de abril de 1995 lanzándose desde el Strawberry Mansion Bridge.  Edwards falleció de un ataque al corazón el 15 de diciembre de 2016 a los 74 años de edad.

## Discografía

### Álbumes de estudio
- 1967 The Intruders Are Together (PIR)
- 1968 Cowboys to Girls (PIR)
- 1970 When We Get Married (PIR)
- 1973 Save the Children (PIR)
- 1974 Energy of Love (PIR)
- 1985 Who Do You Love? (Streetwave)
- 2002 How Long Has It Been (Moor Ent.)

### Recopilatorios
- 1969Greatest Hits (PIR)
- 1973 Super Hits
- 1994 Philly Golden Classics (Collectables)
- 1995 Cowboys to Girls: The Best of the Intruders (Epic/Legacy)
- 1998 On the Move (Sony Music)
- 2002 Super Hits

### Sencillos
- 1961 "Come Home Soon"
- 1962 "This Is My Song"
- 1966 "Gonna Be Strong"
- 1966 "(We'll Be) United"
- 1966 "Devil with an Angel's Smile"
- 1967 "(You Better) Check Yourself"
- 1967 "Together"
- 1967 "Baby I'm Lonely"
- 1967 "A Love That's Real"
- 1968 "Cowboys to Girls"
- 1968 "(Love Is Like A) Baseball Game"
- 1968 "Slow Drag"
- 1969 "Give Her a Transplant"
- 1969 "Me Tarzan You Jane"
- 1969 "Lollipop (I Like You)"
- 1969 "Sad Girl"
- 1969 "Old Love"
- 1970 "Tender (Was the Love We Knew)"
- 1970 "When We Get Married"
- 1970 "This Is My Love Song"
- 1971 "I'm Girl Scoutin'"
- 1971 "Pray for Me"
- 1971 "I Bet He Don't Love You (Like I Love You)"
- 1972 "(Win, Place or Show) She's a Winner"
- 1973 "I'll Always Love My Mama (Part 1)"
- 1973 "I Wanna Know Your Name"
- 1974 "A Nice Girl Like You"
- 1975 "Rainy Days and Mondays"
- 1975 "Plain Ol' Fashioned Girl"
- 1979 "Goodnight"
- 1984 "Who Do You Love?"
- 1985 "Warm and Tender Love"